# جامعة شهيد بهشتي
جامعة شهيد بهشتي (بالإنجليزية: Shahid Beheshti University) هي جامعة، ومبنى، تأسست في 1958، في إيران.

## التاريخ
في ديسمبر 1955، قُدِّم اقتراح لإنشاء جامعة وطنية كحلٍّ لمنع الشباب الإيرانيين من مغادرة البلاد للدراسة، وقد أُقرَّ الاقتراح. وافتتحت الجامعة رسميًا عام 1961.
بعد الثورة الإسلامية عام 1979، أُعلنت الجامعة جامعةً حكوميةً بموجب قانونٍ أقرَّه مجلس الثورة، وفي يونيو 1983، وافقت قيادة الثورة الثقافية آنذاك على تغيير اسمها من الجامعة الوطنية الإيرانية إلى جامعة الشهيد بهشتي.
جامعة الشهيد بهشتي، التي كانت تعرف في البداية باسم الجامعة الوطنية الإيرانية، كان لديها 20 مديرًا منذ إنشائها (1399) حتى الآن (1403). أسماؤهم، حسب سنوات الإدارة، تشمل علي شيخ الإسلام، عبد العلي جهانشاهي، علي أكبر بينا، محمد علي مجتهدي، أنوشيرفان بويان، أحمد هوشنك شريفي، عباس صفويان، أحمد قريشي، عبد العلي جهانشاهي، عبد الصمد تغيزاده، أحمد أصغري جدي، محمد حسن أحمدي، أحمد فرمد، هادي نديمي، حميد. لطيفي، أحمد شعباني، محمد مهدي طهرانجي، سيد حسن الصدوق، سعد الله ناصري قيداري، وسيد محمود رضا أغميري.

## الكليات والمراكز الجامعية
تضم جامعة الشهيد بهشتي حاليًا 57 مبنى رئيسيًا، و3 أحرام جامعية، و5 نواب رئيس، و20 كلية، و11 معهدًا بحثيًا، و11 مركزًا بحثيًا، ومعهدين بحثيين، و 9 أقطاب علمية.